# Baccaurea edulis
Baccaurea edulis är en emblikaväxtart som beskrevs av Elmer Drew Merrill. Baccaurea edulis ingår i släktet Baccaurea och familjen emblikaväxter. Inga underarter finns listade i Catalogue of Life.